# Життя і безсмертя Сергія Лазо
«Життя і безсмертя Сергія Лазо» — радянський трисерійний телефільм 1985 року, знятий режисером Василем Паскару на кіностудії «Молдова-фільм».

## Сюжет
Серіал розповідає про життєвий шлях героя громадянської війни Сергія Лазо, від дня хрещення і до останньої хвилини.

## У ролях
- Гедимінас Сторпірштіс — Сергій Лазо (озвучив Сергій Малишевський)
- Микола Глінський — Олексій Луцький
- Володимир Шуранов — Всеволод Сибірцев
- Амангельди Керімбаєв — генерал Оой
- Талгат Нігматулін — капітан-лейтенант Мацумі
- Борис Хмельницький — Попов
- Олена Бондарчук — Тося (Тосіко)
- Олена Старостіна — Ольга Лазо
- Дмитро Михай — Петро Матей
- Петро Баракчі — Бадя Василя
- Віталій Алексєєв — мірошник
- Жоробек Аралбаєв — епізод
- Леонід Анісімов — офіцер
- Веніамін Апостол — епізод
- Михайло Бадікяну — двірник-інвалід
- Василь Вовкун — епізод
- Геннадій Зуєв — епізод
- В. Запуніді — американський полковник
- Валеріу Каланча — епізод
- Є. Кім — епізод
- Віктор Ізмайлов — командувач Забакальської армії
- Юхим Лазарев — епізод
- Неллі Мельничук — епізод
- Михайло Міліков — Журавльов
- Микола Наталушко — Кушнарьов
- Сергій Простяков — Гревс
- Аннушка Паскар — Аннушка
- Володимир Мельников — Володя, студент
- Драгош Паскар — Сергій Лазо
- Г. Перета — епізод
- В. Пермяков — епізод
- Г. Петренко — епізод
- Микола Сіренко — епізод
- Юрій Суржа — епізод
- Євгенія Тодорашко — директора гімназії
- Валерій Жуков — офіцер
- Міхай Препеліце — епізод
- Леонід Погорєлов — епізод

## Знімальна група
- Режисер — Василь Паскару
- Сценаристи — Георгій Маларчук, Борис Дуров
- Оператори — Влад Чуря, Михайло Рижов
- Композитор — Василь Загорський
- Художник — Володимир Булат